# Nuoto ai campionati mondiali di nuoto 2022 - 50 metri farfalla femminili
La gara di nuoto dei 50 metri farfalla femminili dei campionati mondiali di nuoto 2022 è stata disputata il 23 e 24 giugno 2022 presso la Duna Aréna di Budapest. Vi hanno preso parte 60 atlete provenienti da 54 nazioni.
La competizione è stata vinta dalla nuotatrice svedese Sarah Sjöström, mentre l'argento e il bronzo sono andati rispettivamente alla francese Mélanie Henique e alla cinese Zhang Yufei.

## Podio
| Posizione | Atleta          | Nazionalità |
| --------- | --------------- | ----------- |
| Oro       | Sarah Sjöström  | Svezia      |
| Argento   | Mélanie Henique | Francia     |
| Bronzo    | Zhang Yufei     | Cina        |

## Programma
| Data           | Ora (UTC+2) | Turno      |
| -------------- | ----------- | ---------- |
| 23 giugno 2022 | 09:56       | Batterie   |
| 23 giugno 2022 | 19:11       | Semifinali |
| 24 giugno 2022 | 18:02       | Finale     |

## Record
Prima della competizione il record del mondo e il record dei campionati erano i seguenti:
| Record mondiale       | 24"43 | Sarah Sjöström Svezia | 5 luglio 2014 Borås, Svezia       |
| Record dei campionati | 24"60 | Sarah Sjöström Svezia | 29 luglio 2017 Budapest, Ungheria |

Nel corso della competizione non sono stati migliorati.

## Risultati

### Batterie
| Pos. | Batteria | Corsia | Atleta                  | Nazionalità              | Tempo | Note |
| ---- | -------- | ------ | ----------------------- | ------------------------ | ----- | ---- |
| 1    | 6        | 3      | Zhang Yufei             | Cina                     | 25"39 | Q    |
| 2    | 7        | 4      | Sarah Sjöström          | Svezia                   | 25"43 | Q    |
| 3    | 6        | 4      | Mélanie Henique         | Francia                  | 25"61 | Q    |
| 4    | 7        | 6      | Maaike de Waard         | Paesi Bassi              | 25"92 | Q    |
| 5    | 5        | 4      | Claire Curzan           | Stati Uniti              | 25"93 | Q    |
| 6    | 6        | 6      | Sara Junevik            | Svezia                   | 25"94 | Q    |
| 7    | 5        | 3      | Farida Osman            | Egitto                   | 25"95 | Q    |
| 8    | 6        | 5      | Marie Wattel            | Francia                  | 26"01 | Q    |
| 9    | 7        | 2      | Silvia Di Pietro        | Italia                   | 26"08 | Q    |
| 10   | 7        | 3      | Torri Huske             | Stati Uniti              | 26"10 | Q    |
| 11   | 5        | 5      | Anna Ntountounaki       | Grecia                   | 26"20 | Q    |
| 12   | 7        | 7      | Brianna Throssell       | Australia                | 26"26 | Q    |
| 13   | 5        | 7      | Jeong So-eun            | Corea del Sud            | 26"40 | Q    |
| 14   | 6        | 2      | Julie Kepp Jensen       | Danimarca                | 26"45 | Q    |
| 15   | 5        | 2      | Elena Di Liddo          | Italia                   | 26"47 | Q    |
| 15   | 7        | 0      | Katerine Savard         | Canada                   | 26"47 | Q    |
| 17   | 7        | 1      | Neža Klančar            | Slovenia                 | 26"56 |      |
| 18   | 4        | 4      | Maria Ugolkova          | Svizzera                 | 26"58 |      |
| 19   | 5        | 6      | Tessa Giele             | Paesi Bassi              | 26"63 |      |
| 20   | 7        | 9      | Helena Gasson           | Nuova Zelanda            | 26"67 |      |
| 21   | 7        | 5      | Emilie Beckmann         | Danimarca                | 26"69 |      |
| 22   | 5        | 1      | Giovanna Diamante       | Brasile                  | 26"75 |      |
| 23   | 4        | 5      | Tamara Potocká          | Slovacchia               | 26"82 |      |
| 24   | 6        | 0      | Dominika Varga          | Ungheria                 | 26"91 |      |
| 25   | 4        | 3      | Lismar Lyon             | Venezuela                | 26"93 |      |
| 26   | 6        | 9      | Quah Jing Wen           | Singapore                | 26"95 |      |
| 27   | 7        | 8      | Mimosa Jallow           | Finlandia                | 26"99 |      |
| 28   | 5        | 8      | Anicka Delgado          | Ecuador                  | 27"12 |      |
| 29   | 6        | 7      | Lana Pudar              | Bosnia ed Erzegovina     | 27"14 |      |
| 30   | 5        | 0      | Huang Mei-chien         | Taipei cinese            | 27"20 |      |
| 31   | 6        | 1      | Jenjira Srisaard        | Thailandia               | 27"21 |      |
| 32   | 5        | 9      | Miranda Renner          | Filippine                | 27"22 |      |
| 33   | 4        | 6      | Mariam Sheikhalizadeh   | Azerbaigian              | 27"29 |      |
| 34   | 6        | 8      | Gabriela Ņikitina       | Lettonia                 | 27"41 |      |
| 35   | 4        | 8      | Olivia Borg             | Samoa                    | 27"43 |      |
| 36   | 4        | 2      | Maddy Moore             | Bermuda                  | 27"48 |      |
| 37   | 4        | 0      | Amel Melih              | Algeria                  | 27"59 |      |
| 38   | 4        | 9      | Nikol Merizaj           | Albania                  | 27"83 |      |
| 39   | 4        | 1      | Oumy Diop               | Senegal                  | 27"89 |      |
| 40   | 3        | 4      | Imane El Barodi         | Marocco                  | 27"96 |      |
| 41   | 3        | 6      | María Schutzmeier       | Nicaragua                | 28"33 |      |
| 42   | 3        | 5      | Norah Milanesi          | Camerun                  | 28"66 |      |
| 43   | 1        | 4      | Varsenik Manucharyan    | Armenia                  | 28"80 |      |
| 44   | 2        | 5      | Mikaili Charlemagne     | Saint Lucia              | 29"00 |      |
| 45   | 2        | 8      | Batbayaryn Enkhkhüslen  | Mongolia                 | 29"08 |      |
| 46   | 3        | 7      | Cherelle Thompson       | Trinidad e Tobago        | 29"29 |      |
| 47   | 3        | 3      | Lia Lima                | Angola                   | 29"31 |      |
| 48   | 3        | 1      | Aniqah Gaffoor          | Sri Lanka                | 29"79 |      |
| 49   | 3        | 2      | Antsa Rabejaona         | Madagascar               | 29"87 |      |
| 50   | 3        | 0      | Yusra Mardini           | Atleti Indipendenti FINA | 30"08 |      |
| 51   | 1        | 5      | Anastasiya Morginshtern | Turkmenistan             | 30"59 |      |
| 52   | 2        | 1      | Ayah Binrajab           | Bahrein                  | 30"69 |      |
| 53   | 3        | 8      | Hayley Hoy              | eSwatini                 | 30"99 |      |
| 54   | 3        | 9      | Denise Donelli          | Mozambico                | 31"01 |      |
| 55   | 2        | 7      | Taffi Illis             | Sint Maarten             | 31"25 |      |
| 56   | 2        | 4      | Tilka Paljk             | Zambia                   | 31"48 |      |
| 57   | 2        | 0      | Kestra Kihleng          | Micronesia               | 31"76 |      |
| 58   | 1        | 3      | Sonia Aktar             | Bangladesh               | 32"26 |      |
| 59   | 2        | 6      | Daniella Nafal          | Palestina                | 33"25 |      |
| 60   | 2        | 2      | Kayla Hepler            | Isole Marshall           | 34"94 |      |
| -    | 2        | 2      | Lucie Kouadio           | Costa d'Avorio           | -     | dns  |
| -    | 3        | 2      | Luana Alonso            | Paraguay                 | -     | dns  |

### Semifinali
| Pos. | Semifinale | Corsia | Atleta            | Nazionalità   | Tempo | Note |
| ---- | ---------- | ------ | ----------------- | ------------- | ----- | ---- |
| 1    | 1          | 4      | Sarah Sjöström    | Svezia        | 25"13 | Q    |
| 2    | 1          | 2      | Torri Huske       | Stati Uniti   | 25"38 | Q,   |
| 3    | 2          | 5      | Mélanie Henique   | Francia       | 25"41 | Q    |
| 4    | 2          | 6      | Farida Osman      | Egitto        | 25"46 | Q    |
| 5    | 2          | 4      | Zhang Yufei       | Cina          | 25"54 | Q    |
| 6    | 1          | 6      | Marie Wattel      | Francia       | 25"56 | Q    |
| 7    | 2          | 3      | Claire Curzan     | Stati Uniti   | 25"67 | Q    |
| 8    | 1          | 5      | Maaike de Waard   | Paesi Bassi   | 25"75 | Q    |
| 9    | 1          | 3      | Sara Junevik      | Svezia        | 25"80 |      |
| 10   | 2          | 7      | Anna Ntountounaki | Grecia        | 25"89 |      |
| 11   | 1          | 7      | Brianna Throssell | Australia     | 26"05 |      |
| 12   | 2          | 2      | Silvia Di Pietro  | Italia        | 26"08 |      |
| 13   | 1          | 8      | Katerine Savard   | Canada        | 26"14 |      |
| 14   | 1          | 1      | Julie Kepp Jensen | Danimarca     | 26"32 |      |
| 14   | 2          | 1      | Jeong So-eun      | Corea del Sud | 26"32 |      |
| 16   | 2          | 8      | Elena Di Liddo    | Italia        | 26"59 |      |

### Finale
| Pos.    | Corsia | Atleta          | Nazionalità | Tempo | Note |
| ------- | ------ | --------------- | ----------- | ----- | ---- |
| Oro     | 4      | Sarah Sjöström  | Svezia      | 24"95 |      |
| Argento | 3      | Mélanie Henique | Francia     | 25"31 |      |
| Bronzo  | 2      | Zhang Yufei     | Cina        | 25"32 |      |
| 4       | 6      | Farida Osman    | Egitto      | 25"38 |      |
| 5       | 1      | Claire Curzan   | Stati Uniti | 25"43 |      |
| 6       | 5      | Torri Huske     | Stati Uniti | 25"45 |      |
| 7       | 7      | Marie Wattel    | Francia     | 25"79 |      |
| 8       | 8      | Maaike de Waard | Paesi Bassi | 25"85 |      |